# Борозда (нейроанатомия)

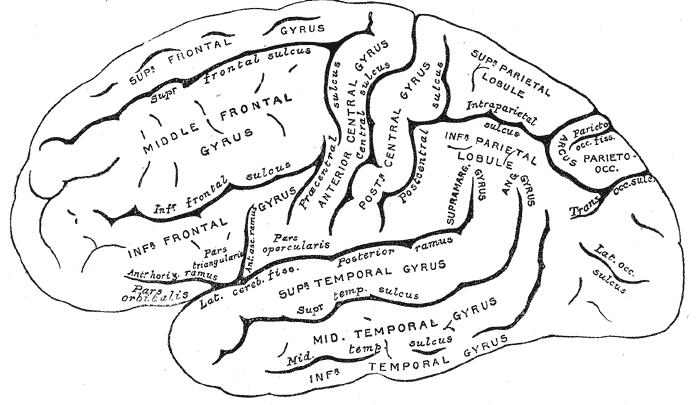
Латеральная поверхность левого полушария (иллюстрация из «Анатомии» Грея)

Медиальная поверхность левого полушария (иллюстрация из «Анатомии» Грея)

Анимация головного мозга, красным отмечена боковая борозда

В нейроанатомии борозда́ (лат. sulcus, множ. sulci) — углубления (желобки) на поверхности полушарий конечного мозга. Небольшие борозды окружают извилины (складки), более крупные и глубокие борозды разделяют доли и полушария. Глубокие борозды иногда называют щелями (лат. fissura, англ. fissure). Борозды и извилины создают характерную «морщинистую» поверхность полушарий головного мозга человека и некоторых других млекопитающих.

## Эволюционные причины появления
Борозды и извилины позволяют анатомически увеличить поверхность коры больших полушарий и объём серого вещества относительно белого вещества без существенного увеличения объёма черепной коробки. Из-за расположения мозговых структур внутри черепа увеличение объёма мозга ограничено размерами черепа. Эволюционное появление борозд и извилин позволило увеличить поверхность коры для возникновения более сложных когнитивных структур внутри того же объёма черепа. У человека 2/3 всей коры расположены в глубине борозд и только 1/3 — на свободной поверхности полушарий.
В 2016 году в журнале Nature Physics были опубликованы результаты исследований, согласно которым углубления и складки в коре головного мозга формируются не какой-то сложной генетической программой, а геометрией и физической формой растущего мозга, механически «сжимающегося» в борозды и извилины в процессе роста. Эта «эволюционная инновация» позволяет «упаковать» большую по площади кору в небольшой объём черепа. 

## Вариации
Рисунок борозд коры больших полушарий отличается у разных людей. На эту тему существует несколько специализированных атласов, например, «Атлас мозговых борозд» (англ. Atlas of the Cerebral Sulci) под редакцией Митио Оно, Штефана Кубика и других авторов.
Крупные и глубокие борозды характерны для большинства людей и даже для других животных. Более мелкие борозды могут индивидуально варьировать в очень широких пределах или даже отсутствовать.

## Онтогенез
Человеческий мозг проходит стадию гирификации во время фетального и неонатального развития. Во время эмбрионального развития мозг млекопитающих начинает формироваться в виде гладких структур из нервной трубки. Первой на третьем месяце эмбрионального развития появляется боковая (сильвиева) ямка. Дно ее образует медленно растущая кора, которая в дальнейшем дает островок. Быстро растущие соседние области коры прикрывают его и образуют складки—покрышки. Линия их соприкосновения образует латеральную (сильвиеву) борозду. На пятом—шестом месяце эмбрионального развития появляются центральная, теменно-затылочная и шпорные борозды. Вслед за ними в последующие месяцы развития образуются и остальные борозды и извилины. Глубокими первичными бороздами  каждое полушарие делится на доли: лобную (lobus frontalis), теменную (lobus parietalis), височную (lobus temporalis), затылочную (lobus occipitalis) и островок (insula); некоторые авторы также выделяют лимбическую долю или область.
Ширина борозд коры больших полушарий увеличивается с возрастом, причём у мужчин сильнее, чем у женщин. Также установлено, что морфология поверхности коры больших полушарий связана с когнитивными функциями у пожилых людей. Глобальный сулькулярный индекс (англ. global sulcal index, g-SI), отражающий «складчатость» коры (плотность извилин), имеет прямую корреляцию с  работой когнитивных функций, включающих в себя внимание, скорость обработки информации, память, языковые и  исполнительные функции. Ширина борозд, напротив имеет обратную корреляцию с когнитивными функциями, прежде всего со скоростью обработки информации (особенно сильно это проявлялось в случае левой верхней височной борозды). Таким образом, установлена взаимосвязь между увеличением ширины некоторых борозд и когнитивными нарушениями у пожилых людей.

## Список борозд конечного мозга
- Верхняя лобная борозда
- Нижняя лобная борозда
- Прецентральная борозда
- Обонятельная борозда
- Глазничные борозды
- Парацентральная борозда
- Внутритеменная борозда
- Краевая борозда
- Серповидная борозда
- Затылочная поперечная борозда
- Шпорная борозда
- Верхняя височная борозда
- Нижняя височная борозда
- Центральная (лобная+теменная) борозда
- Боковая (лобная+теменная+височная) борозда
- Затылочно-теменная борозда
- Медиальная продольная борозда
- Поясная (лобная+поясная) борозда
- Коллатеральная (височная+затылочная) борозда
- Борозда мозолистого тела
- Гиппокампальная борозда
- Носовая борозда
- Круговая борозда островка